# Jógvan á Lakjuni
Jógvan á Lakjuni (nascut el 13 de novembre de 1952 a Fuglafjørður, Illes Fèroe) és un professor, compositor i polític de les Illes Fèroes. Va se president del Løgting (parlament feroès) del 2011 al 2015. També va treballar de pescador del 1969 al 1972. Els seus estudis van ser de magisteri i va fer de professor a Fuglafjørður del 1977 al 1989.